# 愛知県道34号半田常滑線
愛知県道34号半田常滑線（あいちけんどう34ごう はんだとこなめせん）は、愛知県半田市から同県常滑市に至る県道（主要地方道）である。

## 概要

### 路線データ
- 起点：半田市川崎町4丁目（愛知県道52号半田南知多線との交点）
- 終点：常滑市市場町2丁目（愛知県道252号大府常滑線との交点）
- 総延長：約9.4km

## 歴史
本路線は、昭和56年政令第153号（一般国道の路線を指定する政令の一部を改正する政令）により、一般国道247号の重要な経過地に知多郡南知多町が追加されたことに伴い、国道のルートから外れることになる常滑市 - 半田市間を県道に認定したものである。
- 1956年（昭和31年）7月10日 - 二級国道名古屋半田豊橋線が指定される。
- 1965年（昭和40年）4月1日 - 一般国道247号となる。
- 1982年（昭和57年）
  - 3月31日 - 愛知県が県道半田常滑線を認定[1]。当初の整理番号は262で、道路の区域は半田市東郷町三丁目34番の1地先から常滑市石窯3番地先までの6.286 kmであった[2]。
  - 4月1日 - 上述の政令が施行され、一般国道247号のルートが知多郡南知多町経由に変更される[3][4]。建設省（当時）が県道半田常滑線を主要地方道半田常滑線として指定する[5]。
- 1983年（昭和58年）3月23日 - 整理番号を34に変更[6]。
  - それまで県道34号は足助下山設楽線（現・一般国道420号）であったが、同年1月28日に廃止され[7]欠番となっていた。
- 2011年（平成23年）3月28日 - 旭跨線橋[8]の開通により、起点が変更される[9]。

## 路線状況
旭跨線橋は暫定片側1車線だが、将来2車線になる予定。交差点「成岩橋」から交差点「半田インター」までは片側2車線。交差点「半田インター」から交差点「市場町」までは片側1車線。
交差点「成岩橋」以西の区間は知多乗合のバス路線（半田・常滑線）が設定されている。

### 重複区間
- 国道247号：半田市東郷町 半田市有楽町 交差点「成岩橋」から交差点「東郷町」まで
- 愛知県道467号半田環状線：半田市宮本町 半田市東郷町 交差点「東郷町」から交差点「宮本町6」まで

## 地理

### 通過する自治体
- 愛知県
  - 半田市 - 常滑市

### 交差する道路
- 愛知県道52号半田南知多線 （半田市川崎町） 交差点「川崎町4」
- 愛知県道262号衣浦西港線 （半田市有楽町） 交差点「神戸橋」
- 国道247号（師崎街道）（半田市有楽町） 交差点「成岩橋」
- 国道247号、愛知県道467号半田環状線（半田街道）（半田市東郷町） 交差点「東郷町」
- 愛知県道467号半田環状線（半田市宮本町） 交差点「宮本町6」
- 知多半島道路、南知多道路（愛知県道7号半田南知多公園線）半田インターチェンジ（半田市子彦州町） 交差点「半田インター」
- 愛知県道266号板山金山線（大野街道）（半田市板山町） 交差点「板山駐在所西」
- 国道247号（常滑市奥条） 交差点「奥条7」
- 愛知県道252号大府常滑線（常滑街道） （常滑市市場町） 交差点「市場」